# False acceptance rate
Il False acceptance rate (FAR), a volte chiamato False Match Rate (FMR), è un indice utilizzato in un sistema di riconoscimento biometrico per la valutazione delle prestazioni degli algoritmi di riconoscimento. Il FAR indica le false accettazioni all'interno del sistema biometrico, vale a dire il riconoscimento di utenti non autorizzati come (accettati per errore).
Ad esempio, il riconoscimento biometrico è usato per permettere l'accesso ad aree riservate solo a persone autorizzate. Un utente X non è autorizzato all'accesso: se, al momento della verifica, X è identificato con un utente con autorizzazione, concedendogli l'accesso, si parla di falsa accettazione. Al contrario, il mancato accesso di un utente autorizzato è contato nel False rejection rate (FRR).
In sistemi in cui il livello di sicurezza è alto, ad esempio una base militare o una centrale nucleare, l'esistenza di falsi positivi è un problema grave; per questi sistemi si parla di ZeroFAR, ovvero FAR=0 e quindi non devono esistere falsi positivi.